# Катакана
Катакана е сричкова писменост, компонент на японската писмена система редом с канджи и хирагана. Хирагана се използва също така за изписване на езика на народа айну, говорен на японския остров Хокайдо. Значението на самата дума катакана е „частична сричкова писменост“, като определението частична се отнася до факта, че символите на катакана представляват части от символи от писмеността канджи .

## Възникване и история
Катакана е възникнала като съкращения на китайските синоглифи, използвани през 9 век от будистки монаси за обозначаване на правилното произношение на думите. В продължение на няколко века една и съща японска дума е било възможно да бъде записана по няколко различни начина посредством катакана, едва към 15 век системата е била малко или много унифицирана .

## Особености
Катакана съдържа символи за 48 срички, срещащи се в съвременния японски език.

## Използване
Понастоящем катакана се използва главно за изписване на заемки и чуждици, както и на чуждестранни наименования на страни, градове, имена на хора и т.н. Освен това катакана се използва и за изписване на междуметия, както и за обозначаване на натъртено произношение на определена дума. Катакана се използва и за записване на имената на растителни и животински видове, чието изписване с йероглифи би представлявало трудност. Например: プリンター (purintaa) – принтер, タバコ (tabako) – цигари, テーブル (teeburu от англ. table) – маса, ブルガリア (burugaria) – България, ソフィア (sofia) – София, フリストストイチュコフ (furisuto sutoichukofu) – Христо Стоичков, ワンワン (wanwan) – Бау-бау!
Към катакана има добавени няколко символа, използвани за обозначаване на звуци, чужди на японската фонетика . Най-широко разпространеният е ヴ, използван за v (българско „в“) в думи като イヴァン – Иван, ヴァイオリン – (vaiorin ot angl. violin) – цигулка и др. Също така в катакана са допустими нетрадиционни комбинации от символи за изразяване на срички, които не се срещат в традиционните японски думи: フォ=fo, ティ=ti, チェ=che и др. Дадените примери са приети като допълнения към официалната японска писмена система, но формално те не са част от нея. Например, чужденец получил японско гражданство, трябва да промени името си използвайки канджи, хирагана и/или катакана, но запазването например на символа ヴ е недопустимо.